# Левківці (Хмельницький район)
Ле́вківці — село в Україні, у Волочиській міській територіальній громаді Хмельницького району Хмельницької області. Населення становить 126 осіб.

## Історія
В другій частині XV-го тому Географічного словника Королівства Польського (Варшава, 1902) подані такі відомості про Левківці:
|  | Левківці (пол. Lewkowce) — село, Старокостянтинівський повіт, гміна Базалія, поштова станція Купіль (5 верст), 62 версти від повітового міста, 108 домів, 644 мешканці, дерев'яна церква з 1745 року, забезпечена 30 [dz], з надання княгині Теклі Вишневецької в 1759 році, школа церковна (з 1891 року). Філіальна церква в селі Холодець. Після Збаразьких і Вишневецьких село належало до Залеських. |

7 (20) листопада 1917 року, відповідно до Третього Універсалу Української Центральної Ради, увійшло до складу Української Народної Республіки.
12 червня 2020 року, відповідно до розпорядження Кабінету Міністрів України № 727-р «Про визначення адміністративних центрів та затвердження територій територіальних громад Хмельницької області», увійшло до складу Волочиської міської громади.
19 липня 2020 року, в результаті адміністративно-територіальної реформи та ліквідації Волочиського району, увійшло до складу новоутвореного Хмельницького району.

## Видатні уроджкенці
- Ткач Василь Євгенович — Герой Соціалістичної Праці.